# Formaggio spalmabile
Il formaggio spalmabile, anche detto formaggio cremoso, è un tipo di formaggio fresco, molto tenero e spesso delicato. Il formaggio cremoso non matura in modo naturale ed è destinato ad essere consumato fresco, quindi si differenzia da altri formaggi a pasta molle come il brie e il Neufchâtel. È più comparabile per gusto, consistenza e metodi di produzione al Boursin e al mascarpone.

## Crema di formaggio
Quando il formaggio spalmabile contiene la panna, si parla di crema di formaggio. Nella produzione industriale della crema di formaggio vengono usati stabilizzatori come la farina di semi di carrube e la carragenina.
La Food and Drug Administration statunitense dichiara che la crema di formaggio contiene almeno il 33% di materia grassa del latte con umidità non superiore al 55% e un intervallo di pH compreso tra 4,4 e 4,9. Similmente, secondo la normativa canadese sui prodotti alimentari e sui farmaci, il formaggio deve contenere almeno il 30% di grasso di latte e un massimo del 55% di umidità. In altri paesi è definito in modo diverso e potrebbe richiedere un contenuto di grassi più elevato.

## Origine
Intorno al 1873 William A. Lawrence, un casaro di Chester, New York, fu il primo a produrre in massa un formaggio fresco conosciuto genericamente come crema di formaggio. Nel 1872 iniziò a produrre formaggio Neufchâtel. Aggiungendo la panna al processo, ha sviluppato un formaggio più ricco che lo chiamò "crema di formaggio". Nel 1877 Lawrence creò il primo marchio di crema di formaggio: il suo logo era la sagoma di una mucca seguita dalle parole "Neufchatel & Cream Cheese".
Nel 1879, per costruire una fabbrica più grande, Lawrence stipulò un accordo con Samuel S. Durland, un altro commerciante di Chester. Nel 1880, Alvah Reynolds, un distributore di formaggi di New York, iniziò a vendere il formaggio di Lawrence & Durland e lo chiamò "Philadelphia Cream Cheese". Le storie che implicano che il formaggio fosse prodotto a Philadelphia, Pennsylvania o Philadelphia, New York non sono corrette. Entro la fine del 1880, di fronte all'aumento delle richieste per il suo formaggio a marchio Philadelphia, Reynolds si rivolse a Charles Green, un secondo casaro di Chester, che nel 1880 produceva anche crema di formaggio. Parte del formaggio di Green veniva venduto anche con l'etichetta Philadelphia.
Nel 1892 Reynolds acquistò la Empire Cheese Co. di South Edmeston, New York, per produrre formaggio con la sua etichetta "Philadelphia". Quando la fabbrica Empire andò a fuoco nel 1900, chiese invece alla neonata Phenix Cheese Company di produrre il suo formaggio. Nel 1903, Reynolds vendette i diritti sul marchio "Philadelphia" alla Phenix Cheese Company, che era sotto la direzione di Jason F. Whitney, Sr. (che in seguito si fuse con Kraft, nel 1928 ). All'inizio del 1880 il formaggio cremoso era emerso con il marchio di Lawrence & Durland. All'inizio del XX secolo, i casari di New York producevano formaggio cremoso venduto con altri marchi come Triple Cream (C. Percival), Eagle (F.X. Baumert), Empire (Phenix Cheese Co.), Mohican (International Cheese Co.), Monroe Cheese Co. (Gross & Hoffman) e Nabob (F.H. Legget).